# (2219) Mannucci
(2219) Mannucci est un astéroïde de la ceinture principale.

## Description
(2219) Mannucci est un astéroïde de la ceinture principale. Il fut découvert le 13 juin 1975 à El Leoncito par l'observatoire Félix-Aguilar. Il présente une orbite caractérisée par un demi-grand axe de 3,15 UA, une excentricité de 0,12 et une inclinaison de 7,6° par rapport à l'écliptique.

## Compléments